# Musa Audu
Musa Audu (* 18. Juni 1980) ist ein nigerianischer Sprinter, der sich auf den 400-Meter-Lauf spezialisiert hat.
Den bisher größten Erfolg seiner Karriere feierte er bei den Olympischen Spielen 2004 in Athen in der nigerianischen 4-mal-400-Meter-Staffel. Gemeinsam mit James Godday, Saul Weigopwa und Enefiok Udo-Obong holte er in 3:00,90 min die Bronzemedaille hinter den Mannschaften aus den Vereinigten Staaten und Australien.
Weitere Einsätze in der Staffel hatte Audu bei den Leichtathletik-Weltmeisterschaften 2003 in Paris und bei den Leichtathletik-Weltmeisterschaften 2005 in Helsinki. Beide Male scheiterten die Staffeln jedoch jeweils in der Qualifikationsrunde.
Musa Audu hat bei einer Körpergröße von 1,74 m ein Wettkampfgewicht von 75 kg.

## Bestleistungen
- 400 m: 45,98 s, 13. Oktober 2003, Abuja